# Countrywide Financial
Countrywide Financial Corporation war die größte Hypothekenbank in den Vereinigten Staaten. Der Hauptsitz des Unternehmens war Calabasas im US-Bundesstaat Kalifornien.
Sie wurde 1969 von Angelo Mozilo gegründet und war an der New Yorker Börse NYSE unter dem Kürzel CFC gelistet und im Aktienindex S&P 500 vertreten. 
Auf Grund der Immobilienkrise in den Vereinigten Staaten wurde Countrywide Financial am 1. Juli 2008 per Aktientausch an das US-amerikanische Unternehmen Bank of America verkauft. Das Unternehmen wurde 2009 in America Home Loans umbenannt.
Am Donnerstag, den 4. Juni 2009, hat die US-Börsenaufsicht SEC Klage gegen Gründer Angelo Mozilo sowie Finanz-Chef Eric Sieracki und David Sambol, zuständig für die operative Leitung von Countrywide, eingereicht. Den drei ehemaligen Managern wird Insiderhandel vorgeworfen.